# Anthonomus pomorum
Anthonomus pomorum là một loài bọ ăn lá cây táo Malus domestica.
Nhện có thể là thức ăn của A. pomorum.

## Hình ảnh

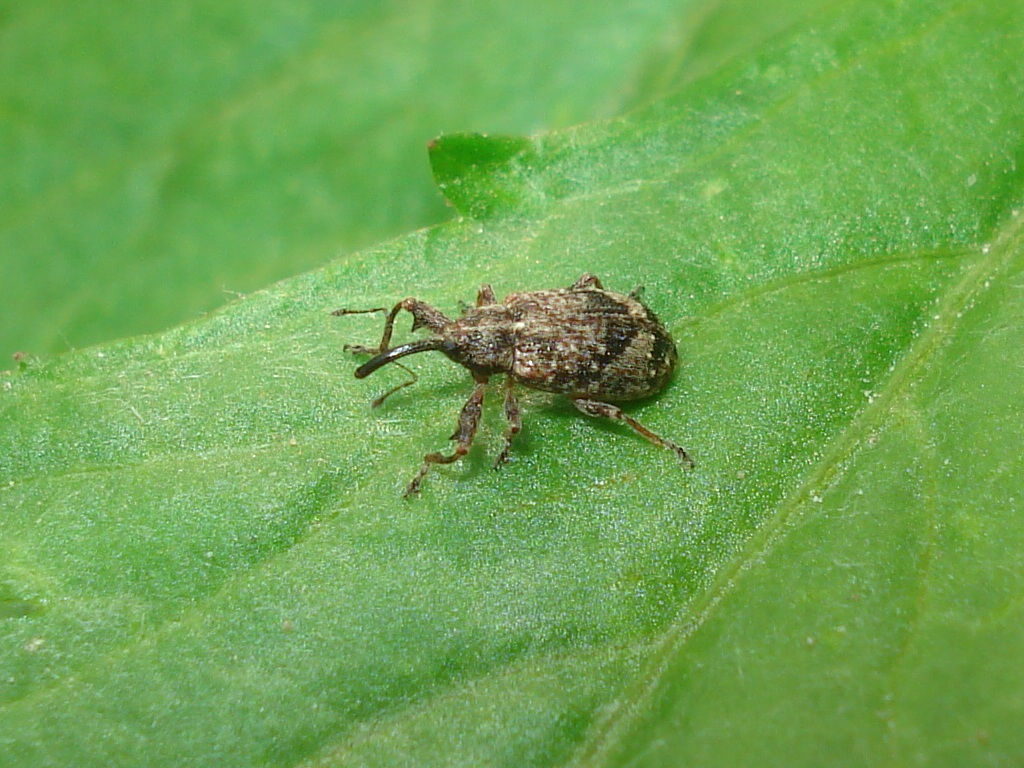
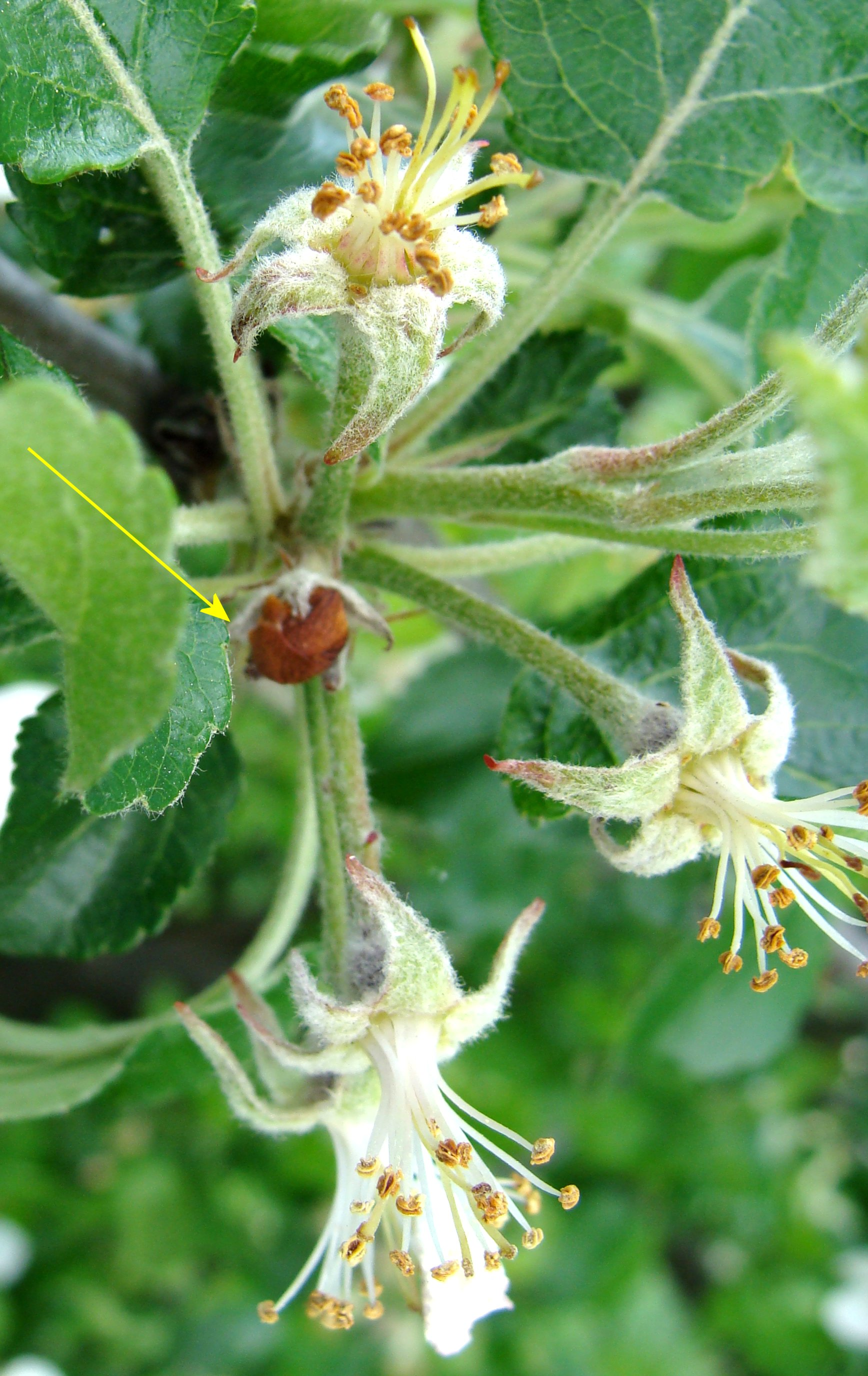
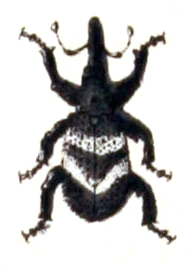
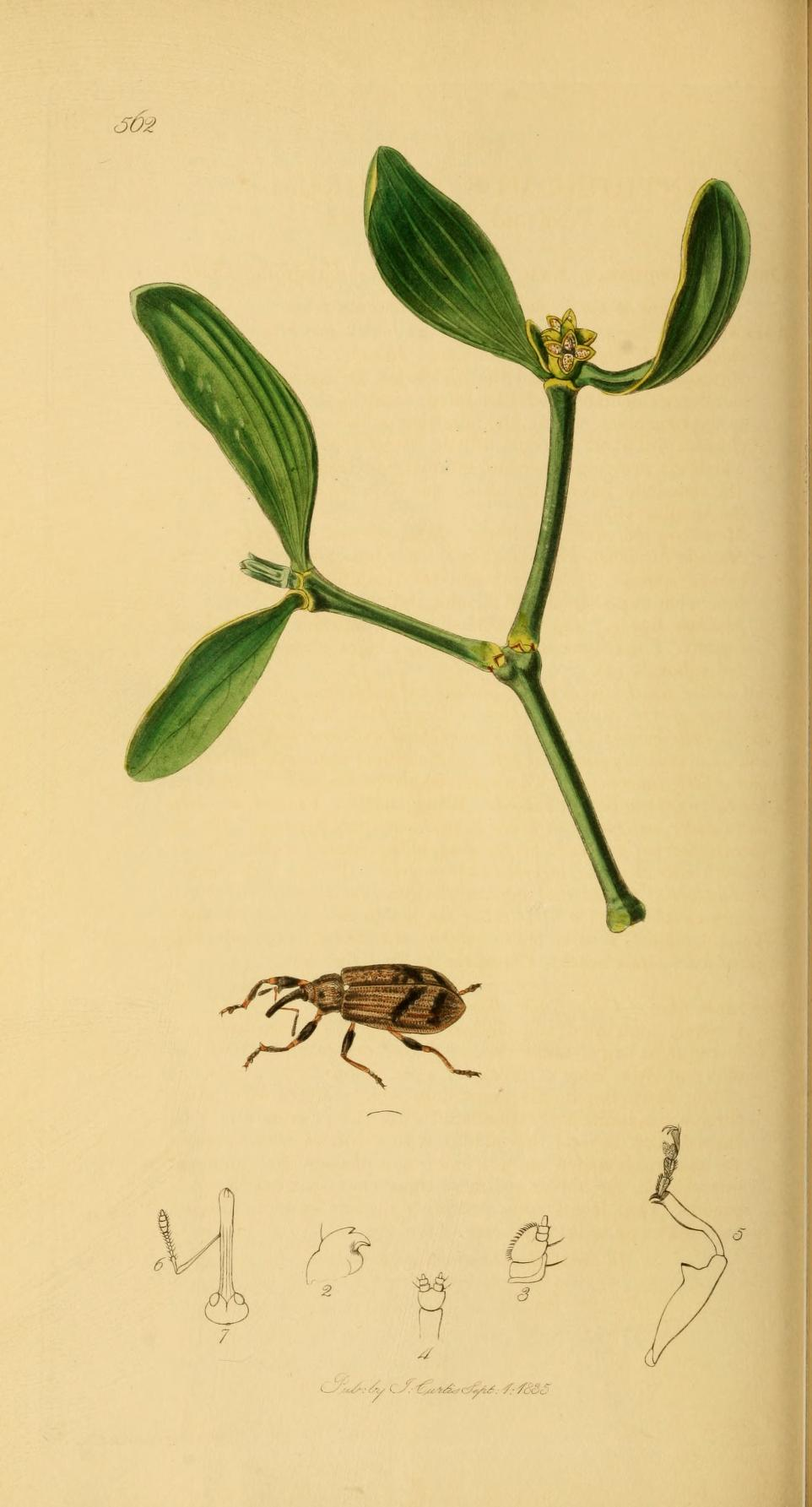